# 三保ヶ関
三保ヶ関（みほがせき）は、日本相撲協会の年寄名跡のひとつ。初代・三保ヶ関が四股名として名乗っていたもので、その由来は定かではない。
大坂相撲の古くから存在していた頭取(年寄)名で、8代目の滝ノ海までは大坂相撲の力士であった。その後10代目まで直弟子によって名跡が継承されていたため大坂の流れを保ち続けていた。

## 三保ヶ関の代々
- 代目の太字は部屋持ち親方。

| 代目 | 引退時しこ名     | 最高位 | 現役時の所属部屋    | 襲名期間                                       | 備考                               |
| ---- | ---------------- | ------ | ------------------- | ---------------------------------------------- | ---------------------------------- |
| 初代 | 三保ヶ関梶右エ門 | ---    | ---                 |                                                |                                    |
| 2代  | 桜嶋喜八         | ---    | 三保ヶ関部屋(大坂)  | 1784年9月-?                                    |                                    |
| 3代  | 小町川重五郎     | ---    | 三保ヶ関部屋(大坂)  | 1805年5月-1838年5月(死去)                      | 二枚鑑札                           |
| 4代  | 小町川鶴之助     | ---    | 三保ヶ関部屋(大坂)  | 1840年6月-?                                    | 世話人、前歴不明                   |
| 5代  | 朝の戸石松       | ---    | 三保ヶ関部屋(大坂)  | 1842年7月-1855年6月(消息不明)                  | 二枚鑑札                           |
| 6代  | 諭鶴羽國五郎     | ---    | 三保ヶ関部屋(大坂)  | 1856年4月-?                                    |                                    |
| 7代  | 八尾ヶ関周藏     | 大関   | 三保ヶ関部屋(大阪)  | 1884年9月-1909年12月（死去）                   |                                    |
| 8代  | 滝ノ海調太郎     | 十4    | 三保ヶ関部屋(大阪)  | ?-1946年5月（死去）                            |                                    |
| 9代  | 増位山大志郎     | 大関   | 三保ヶ関-出羽海部屋 | 1950年1月-1984年11月（停年(定年。以下同)退職） |                                    |
| 10代 | 増位山太志郎     | 大関   | 三保ヶ関部屋        | 1984年11月-2013年11月（停年退職）              |                                    |
| 11代 | 金開山龍         | 前6    | 出羽海部屋          | 2013年12月-2014年4月                           | 借株→一時的襲名 16代高崎に名跡変更 |
| 12代 | 栃栄篤史         | 前1    | 春日野部屋          | 2014年8月-                                     |                                    |